# Meteora

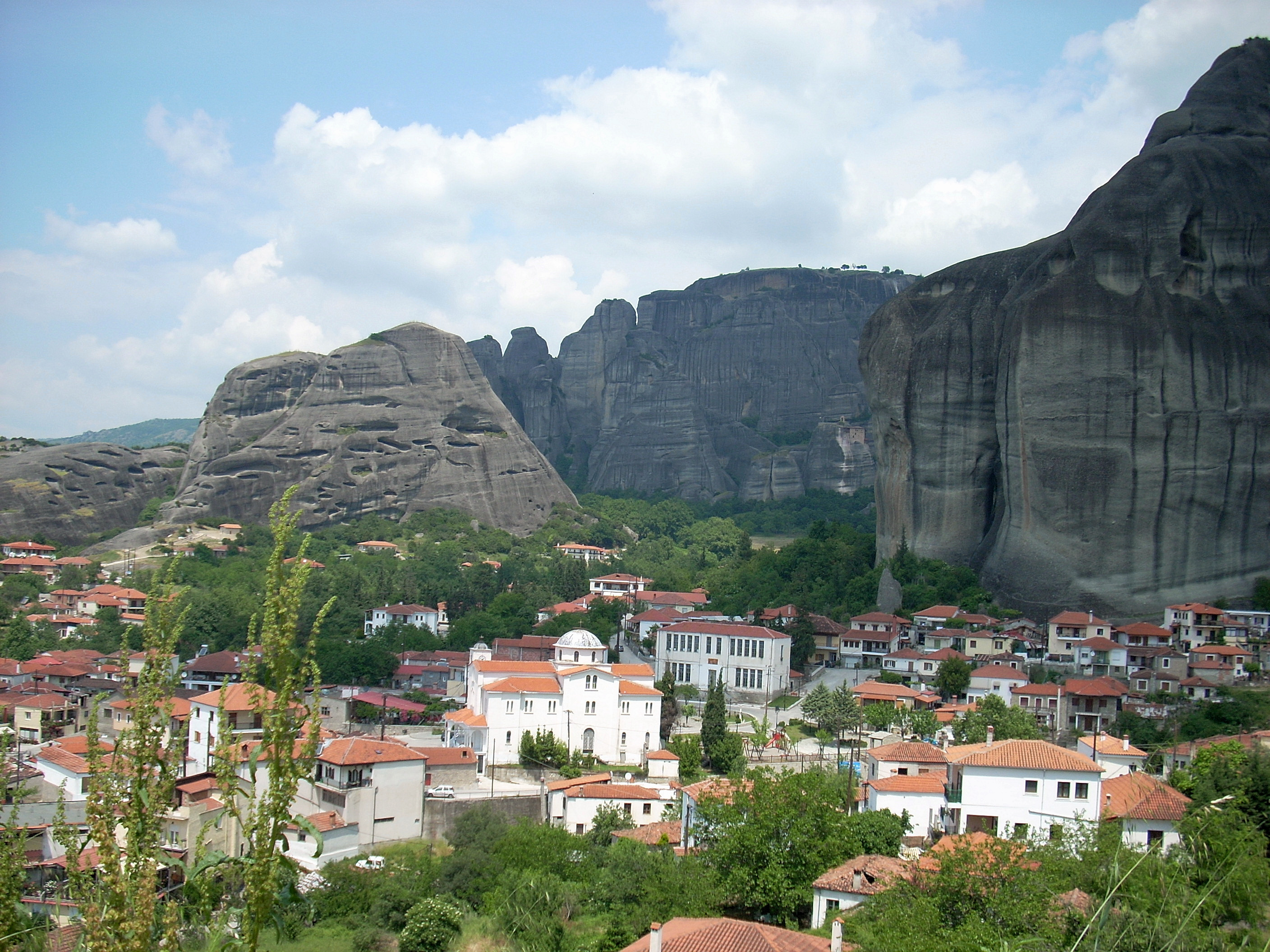
Blick auf die Felsen von Meteora über Kastraki

Die Metéora-Klöster (griechisch Μετέωρα (n. pl.)), östlich des Pindos-Gebirges nahe der Stadt Kalambaka in Thessalien, Griechenland gelegen, gehören zum UNESCO-Weltkulturerbe. Der Name Metéora leitet sich von altgriechisch μετέωρος metéōros, deutsch ‚in der Luft schwebend‘ (Neutrum Plural μετέωρα in der Bedeutung „Himmelserscheinungen“) ab. Dieser Name beschreibt die Lage der Klöster, die auf hohen Sandsteinfelsen gebaut wurden und bei dunstiger Luft manchmal zu schweben scheinen.
Die gesamte Anlage besteht aus 24 einzelnen Klöstern und Eremitagen, von denen heute nur noch sechs bewohnt sind. Die restlichen achtzehn Klöster sind entweder zu schwer zu erreichen oder wurden wegen Einsturzgefahr verlassen.

## Geschichte
Die ersten nachgewiesenen Einsiedeleien gibt es in Metéora seit dem 11. Jahrhundert, Überlieferungen berichten sogar von einer Besiedelung bereits vor dem 10. Jahrhundert. Im Laufe der Jahre wuchsen diese Einsiedeleien zu einer organisierten Gemeinschaft nach Vorbild des heiligen Berges Athos zusammen und bildeten das Kloster Doúpiani.
Mit der Ankunft des von Athos geflohenen Mönches Athanasios im Jahr 1334 begann der Aufstieg des Klosterlebens in der Region. Zusammen mit seinem geistlichen Ziehvater Gregorios und 14 weiteren Mönchen gründete er 1344 das Kloster Metamórphosis, auch bekannt als Megálo Metéoro. Athanasios stellte die in Metéora gültigen Regeln des Klosterlebens auf und wurde nach seinem Tod als Athanasios Meteorites seliggesprochen. Im Verlauf des 14. Jahrhunderts wurden weitere Klöster errichtet und die Anlagen durch fromme regionale Herrscher wie König Symeon finanziell und durch die Gewährung von Privilegien unterstützt. Im Laufe der Jahre entstanden so etliche Klöster und Einsiedeleien, deren Gründer nur zum Teil namentlich überliefert sind.

## Klosteranlagen

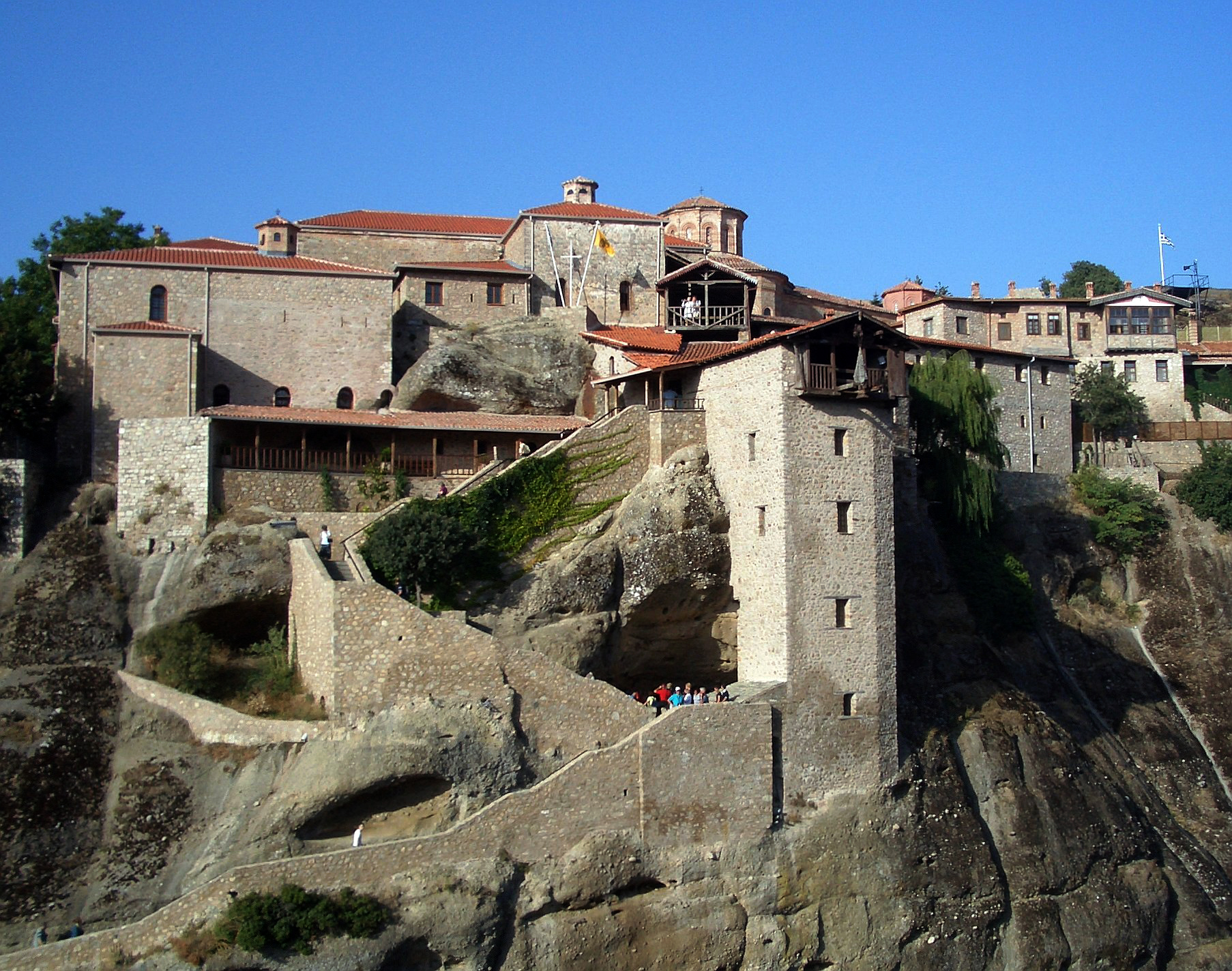
Das Kloster Megálo Metéoro

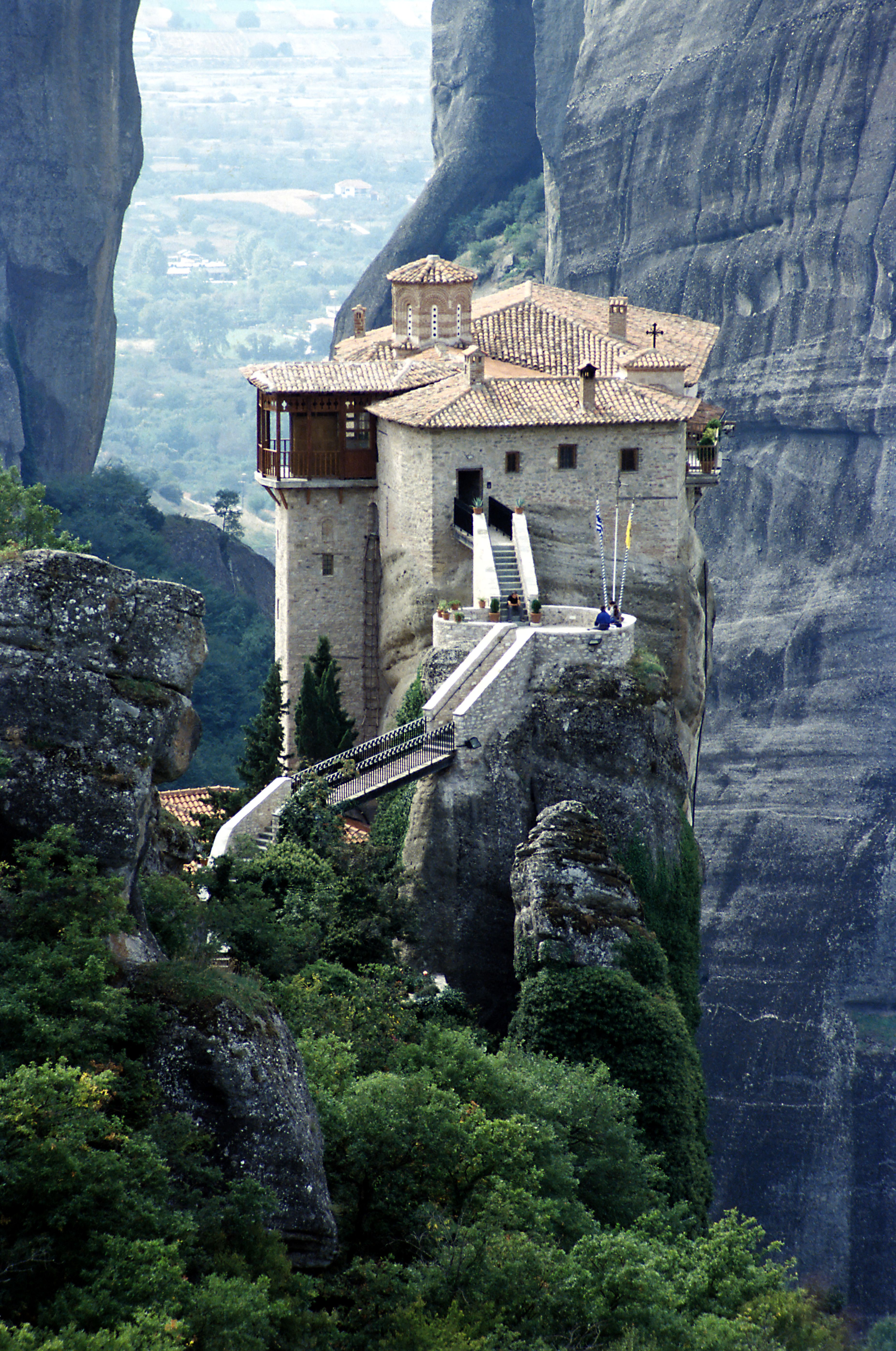
Das Kloster Rousánou

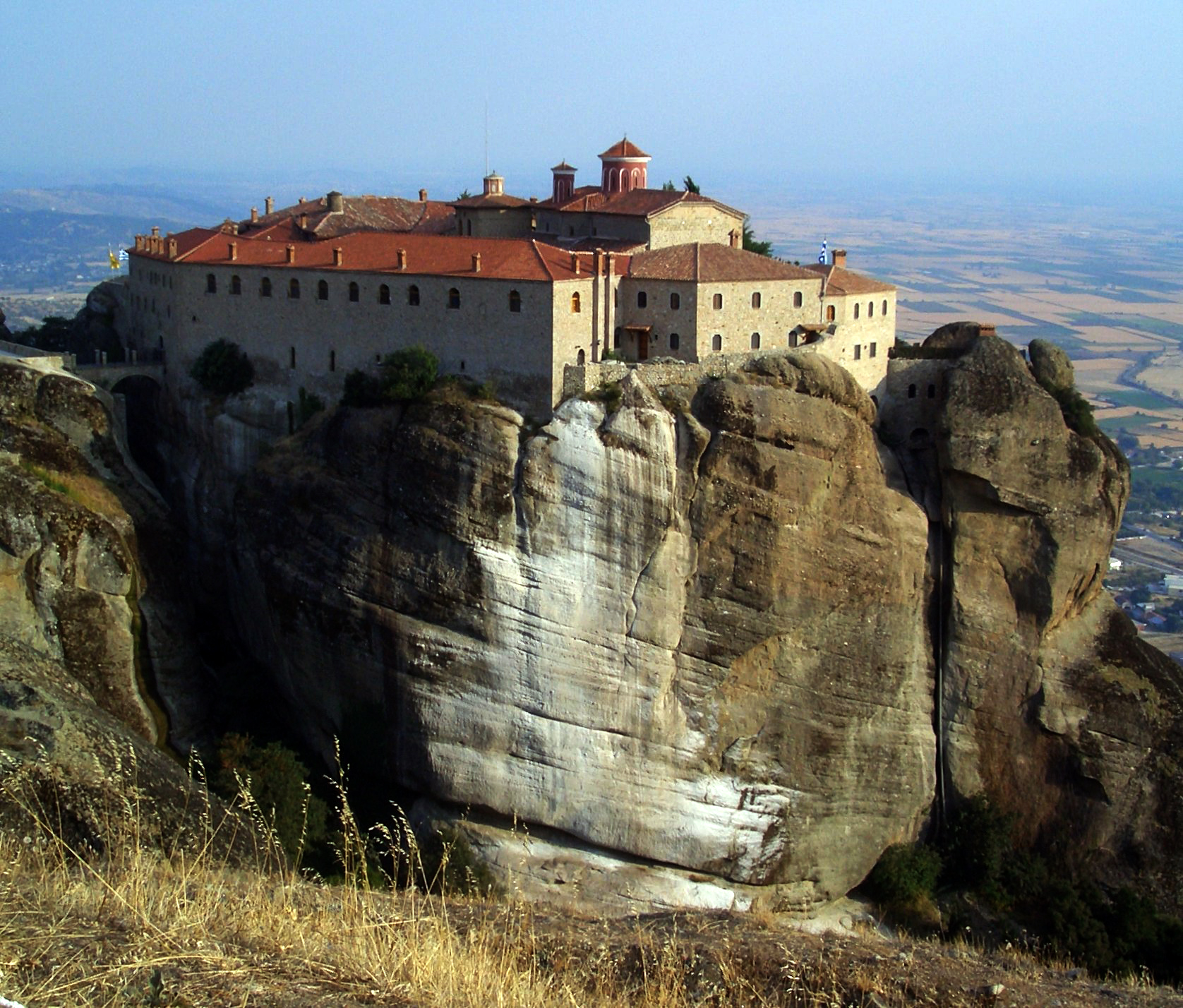
Das Kloster Agios Stéphanos

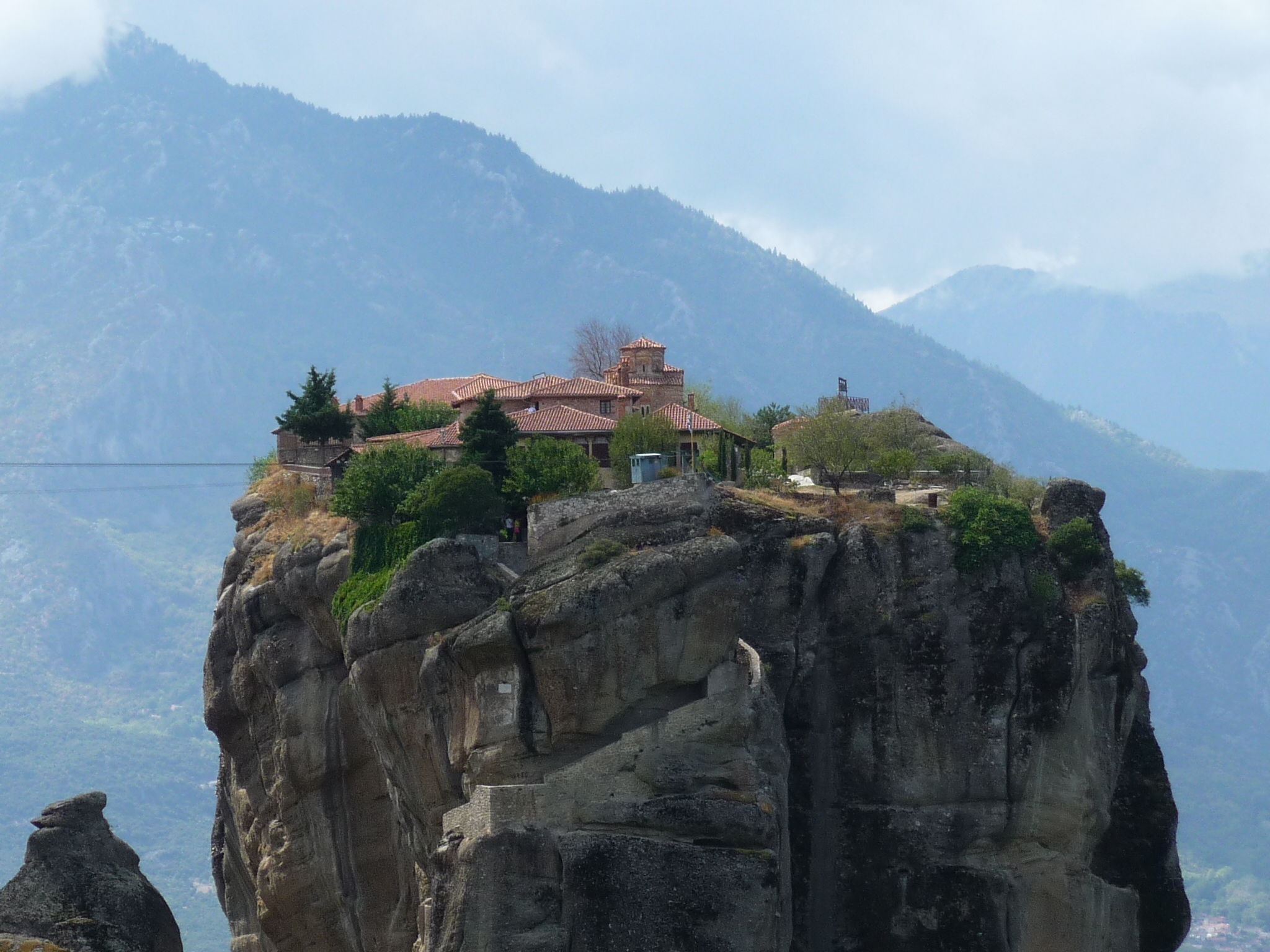
Das Kloster Agía Triáda

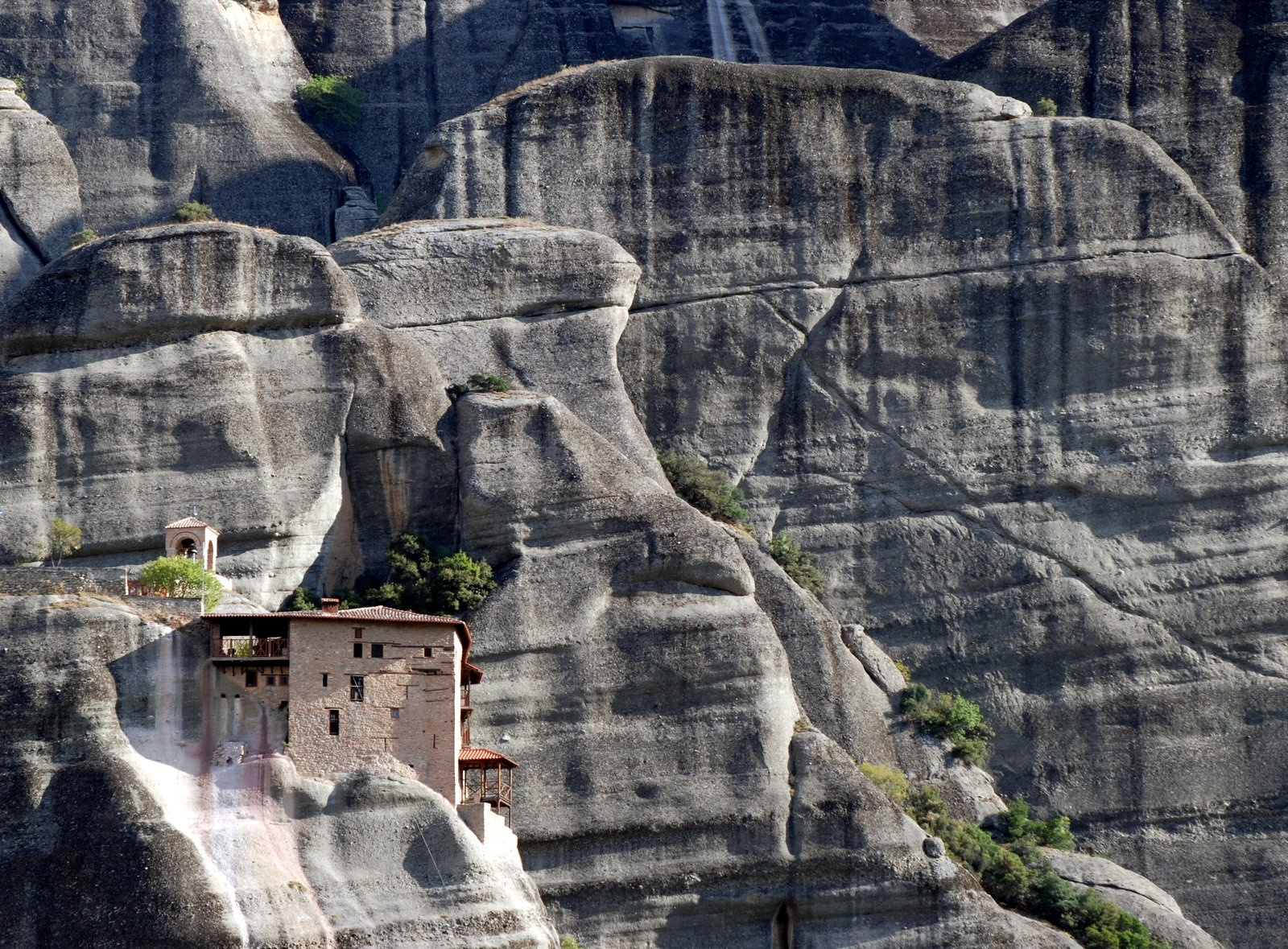
Das Kloster Agios Nikólaos Anapavsás

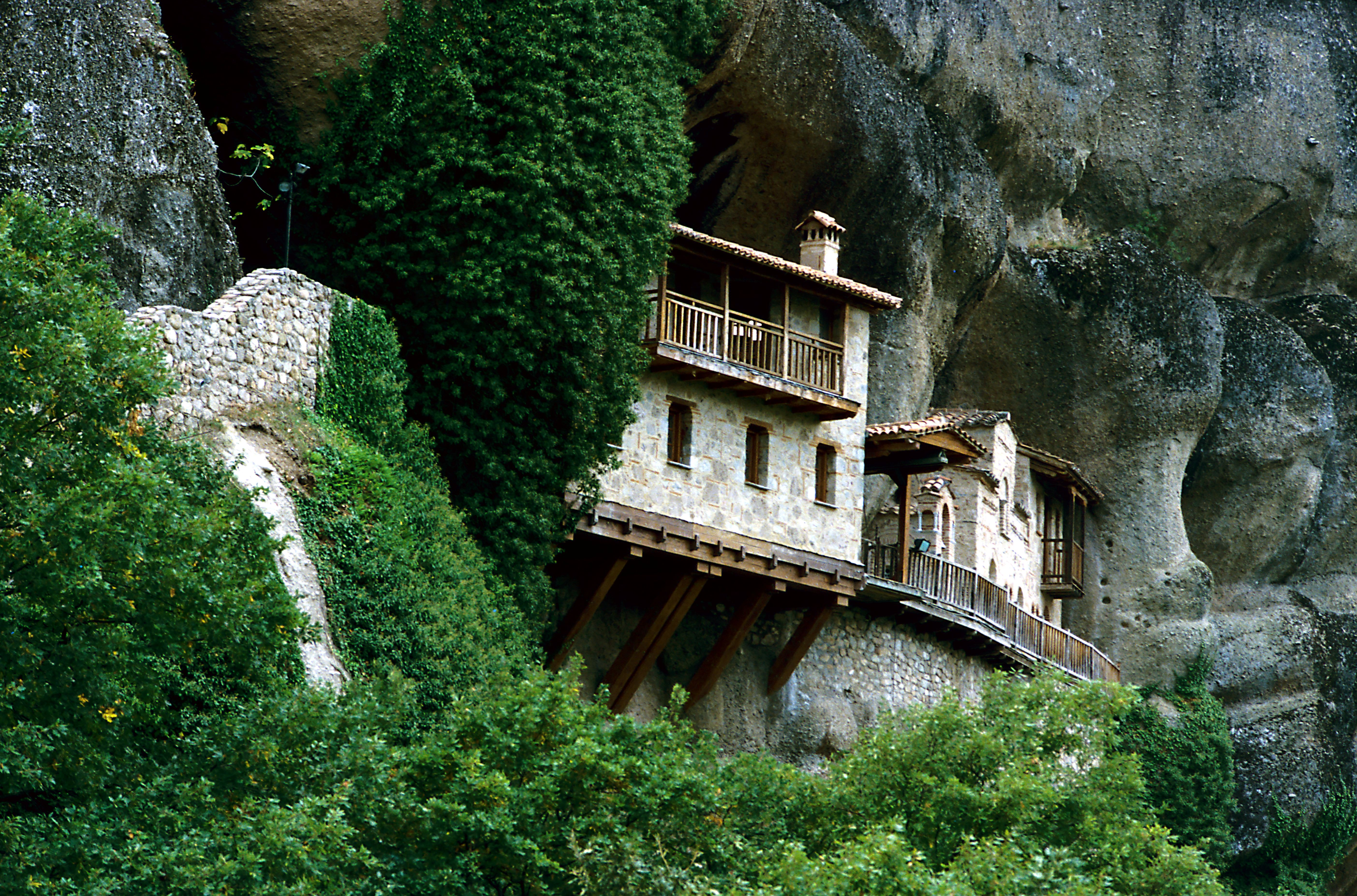
Das Kloster Ypapantí

### Regelmäßig geöffnete Klöster
Agios Nikólaos Anapavsás: Das Kloster ist noch bewohnt. In der Kirche Johannes des Täufers befinden sich etliche Schädel von Mönchen, die hier früher lebten. Bedeutend sind die Fresken und Malereien von Theophanes dem Kreter (ca. 1500–1559) aus dem frühen 16. Jahrhundert.
Rousánou (Arsánou), auch Agías Varváras: Das noch bewohnte Kloster wurde laut Überlieferung im Jahr 1388 gegründet, andere Quellen sprechen sogar von 1288, weitere nennen die Jahre 1530 bzw. 1545 (vgl. Choulia & Albani im Literaturverzeichnis). Der historische Nachweis für diese Angaben steht aber aus. Bekannt ist, dass die Mönche hier in einem zönobitischen System lebten. Nach vielen Überfällen und Plünderungen, die im Laufe der Geschichte erfolgten, sowie konstantem Niedergang, wurde Rousánou 1940 zunächst aufgegeben. Die noch verbliebenen Handschriften und Wertgegenstände wurden in das Kloster Megálo Metéoro verbracht.
Bereits 1950 gab es erste Bestrebungen, die Anlage zu erhalten und wieder zu nutzen. Heute ist Rousánou ein Frauenkloster. Sehenswert sind die Fresken aus dem 16. Jahrhundert. Sie zeigen zahllose Märtyrer, wie sie mit unterschiedlichsten Foltermethoden gequält werden.
Varlaám: Das Mitte des 14. Jahrhunderts zunächst als Einsiedelei gegründete Kloster ist noch bewohnt. Nach dem Tod des ersten Einsiedlers blieb das Gelände zunächst einige Jahre ungenutzt. 1518 wurde mit dem Bau des Klosters begonnen, der wahrscheinlich 1535 abgeschlossen werden konnte. Die Stifter des Baus legten testamentarisch die zönobitische Lebensweise fest. Ein Reisender aus dem Jahr 1779 vermerkte in seinem Reisebericht, dass seit Bau des Klosters keine Frau mehr den Ort betreten habe.
Metamórphosis tou Sotiros, auch bekannt als Megálo Metéoro: Der Gebäudekomplex ist mit etwa 60.000 m² das größte der Metéora-Klöster. Es liegt 613 m über dem Meeresspiegel und ist so auch unter den Klostern das am höchsten gelegene. Es ist noch immer von Mönchen bewohnt. Seinen Namen Metéoro (der Schwebende) erhielt der Fels vom Gründer des Klosters, dem Mönch Athanasios o Meteoritis. Zuvor hieß das Plateau lediglich Platýlithos (breiter Stein). Bis zum Jahr 1923 war das Kloster nur über Strickleitern bzw. eine Seilwinde mit Netz zu erreichen. Heute führen eine Steintreppe mit 143 Stufen und ein Tunnel in den Gebäudekomplex. In der Hauptkirche sind Fresken aus dem Jahr 1552 erhalten geblieben. Bereits 1572 wurden ein Krankenhaus und ein Altersheim innerhalb des Klosterkomplexes erbaut. Sehenswert ist auch die Einsiedlerhöhle des Athanasius am Klostereingang.
Agía Triáda: (Heilige Dreifaltigkeit) Das Kloster wurde wahrscheinlich zwischen 1458 und 1476 gebaut. Genauere Daten sind nicht überliefert. Die Anlage ist noch immer bewohnt. Ursprünglich war der Zugang nur über Seilwinden und Strickleitern möglich. Erst seit 1925 gibt es eine Treppe. Die Kirche ist mit Fresken ausgemalt, die aus dem Jahr 1741 datieren. Bemerkenswert ist auch ein Evangeliar aus dem Jahr 1539. Das gedruckte Evangeliar mit silbernem Deckel stammt aus Venedig. Dieses Kloster wurde weltweit bekannt, da ein Teil des James-Bond-Filmes In tödlicher Mission darin gedreht wurde.
Agios Stéphanos: Das 1312 gegründete Kloster wird ebenfalls noch bewohnt. Die Besiedlung des Felsens ist aber wohl älter. Bis 1927 war eine Inschrift erhalten geblieben, die auf eine Einsiedelei im Jahr 1192 schließen lässt. Das Kloster trägt den Beinamen „das Königliche“, was auf einen Besuch des byzantinischen Kaisers Andronikos III. im Jahr 1333 zurückgeht. Der Herrscher soll von der Gastfreundschaft der Mönche so angetan gewesen sein, dass er dem Kloster großzügige Spenden in Form von Geld und Ländereien zukommen ließ. Im 19. Jahrhundert lebten noch mehr als 30 Mönche im Kloster, mit abnehmender Tendenz. Im Jahr 1960 war es praktisch verlassen und wurde 1961 in ein Frauenkloster umgewandelt. Sehenswert sind der Bischofsthron und die Pulte für Gesangbücher, die mit Perlmutteinlagen verziert sind.

### Weitere Anlagen
Doúpiani: Das erste Kloster, das in Metéora gegründet wurde. Das Kloster selbst ist nicht erhalten. Die an dieser Stelle errichtete Kapelle aus dem frühen 13. Jahrhundert wird immer noch genutzt und gepflegt. Renovierungen erfolgten u. a. in den Jahren 1867 und 1974.
Filakaé Monakón: Den Überlieferungen nach handelte es sich bei dieser Felshöhle um das Mönchsgefängnis. Die Felsnische ist mit einigen Holzeinbauten versehen. Mönche, die gegen die sehr strengen Klosterregeln verstoßen hatten, wurden angeblich zur Buße nach Filakaé Monakón geschickt.
Ypapantí: 1347 gebautes Kloster, dessen Gebäude im Gegensatz zu den Fresken der Kirche nur in mäßigem Zustand erhalten waren. In den Jahren nach 2000 wurde die Anlage in der Flanke des Dimitriossteines restauriert. Das Kloster wird nur selten besucht, da es etwas außerhalb liegt, keine Straßenzufahrt besteht und die Anlage meist geschlossen ist.
Agii Apóstoli: Ein Kloster, von dem nur Ruinen und eine Zisterne erhalten geblieben sind. Nachweislich 1551 urkundlich erwähnt.
Agion Pnévma: Das aus dem Felsen gemeißelte Kloster des heiligen Geistes ist nur schlecht erhalten. Zwei Zisternen, ein Sarkophag, einige Zellen und der aus dem Stein gehauene Altar zeugen noch von der Anlage, die der Überlieferung nach aus dem 14. Jahrhundert stammt.
Agía Ályssis, auch Apóstolos Pétros genannt: Nicht erhalten gebliebene Klosteranlage, wahrscheinlich um 1400 errichtet.

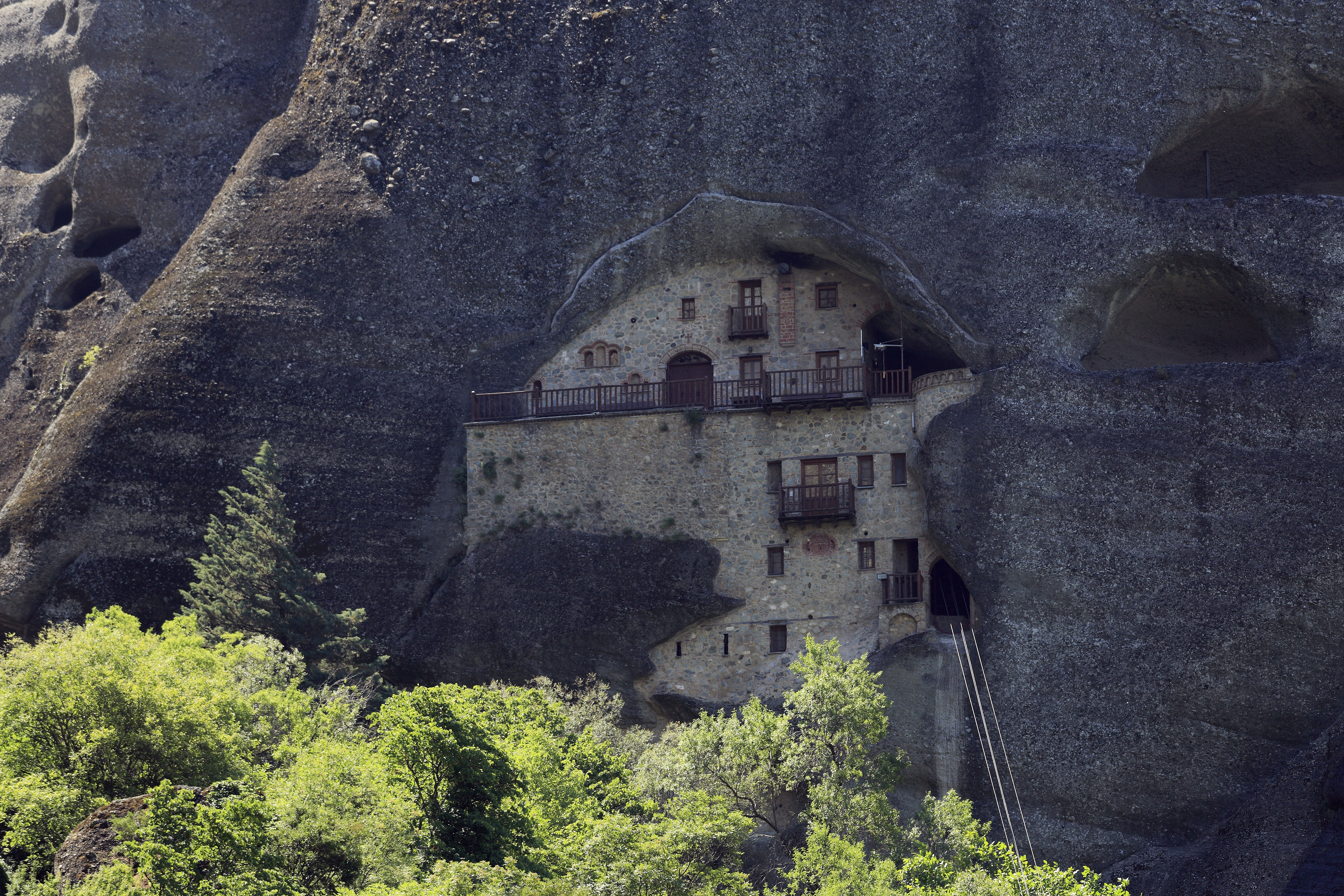
Ágios Nikólaos Bándovas

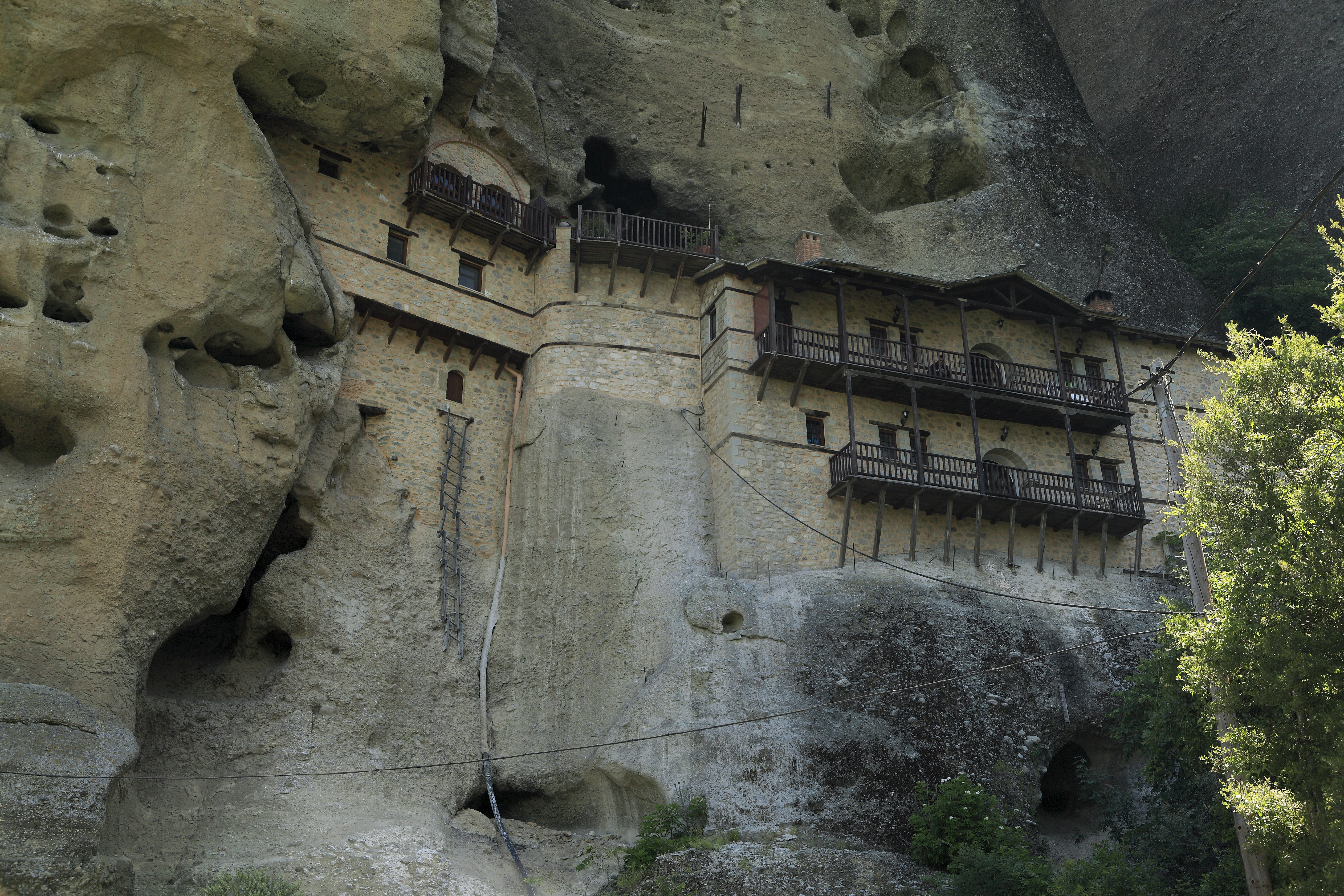
Ágios Andónios

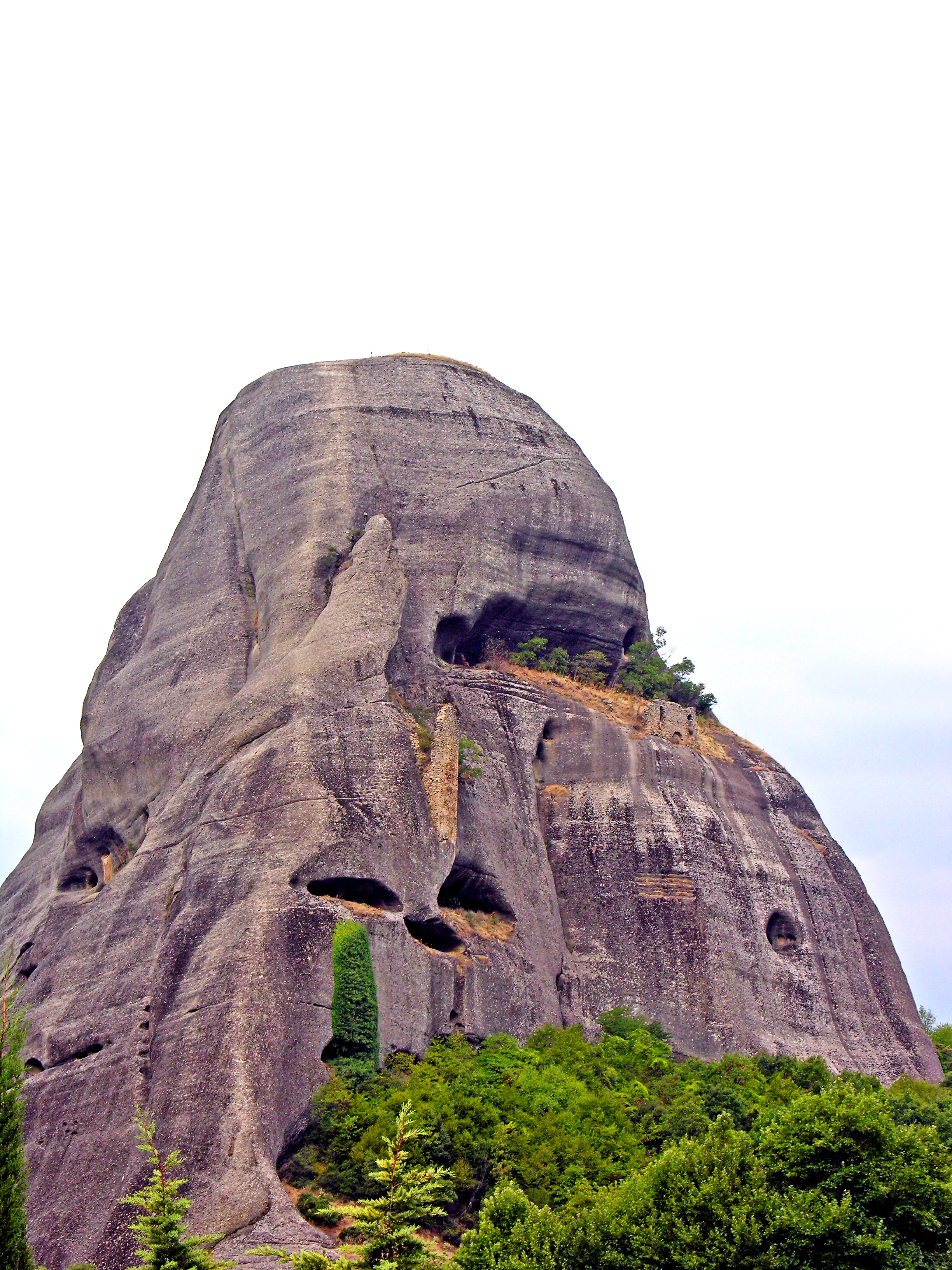
Ruinen des Klosters Pandókrator

Agios Antónios: Kleinerer Klosterbau aus dem 14. Jahrhundert, von dem nur noch eine kleine Kirche erhalten geblieben ist.
Agios Grigórios: Nicht erhaltenes Kloster, ebenfalls aus dem 14. Jahrhundert.
Agios Módhestos: Klosteranlage, die nicht erhalten ist. Erste Erwähnung als heiliger Boden in einem Brief aus dem 12. Jahrhundert. Urkundlich vermerkt im Jahr 1614.
Agios Nikólaos Bádovas bzw. Kofinás: Nicht erhaltenes Kloster, das um 1400 in einer Felshöhle gebaut wurde. 1943 von deutschen Besatzungstruppen bombardiert und zerstört.
Agía Moní: Klosterbau auf einem Gipfel zwischen den Klöstern Varlaám und Agios Nikólaos Anapavsás über dem Talgrund mit der Straße, historisch belegt im Jahr 1614, damals von mehr als 20 Mönchen bewohnt. Von den Gebäuden sind nur Ruinen erhalten.
Moní Ypsilotéra auch Kaligráfon genannt: Nicht erhaltenes Kloster. Wie der Beiname verrät, bekannt für die dort hergestellten Handschriften.
Panagía Mýkani: Zunächst wahrscheinlich als Höhlenkirche errichtet, erste Erwähnung 1358, später zum Kloster ausgebaut. Erwähnung des Klosters in einem bischöflichen Schreiben aus dem Jahr 1541. Das Kloster ist nicht erhalten.
Pantokrátor: Historische Belege erwähnen das Kloster im Jahr 1650. In der Nordwestflanke des Dupianisteins, heute sind nur noch Mauerreste erhalten.
Agios Dimitrios: In Ruinen erhaltenes Kloster auf dem Dimitriosstein oberhalb des Klosters Ypapantís. Zerstört wurde die Anlage von Ali Pascha von Janina, da griechische Aufständische im Kloster ihr Hauptquartier eingerichtet hatten.
Agios Geórgios Mandilás: Kloster, verfallen.
Kímissis Theotókou: Kloster, verfallen.
Panagia Parthénos Kyriákou: Kloster, nur Ruinen erhalten.
Ioannis Pródomos: Kloster, in unmittelbarer Nachbarschaft westlich vom Kloster Agios Nikólaos Anapavsás, Ruinen erhalten.

## Besichtigung
Die Klöster Metamórphosis, Varlaám, Rousánou, Agía Triáda, Agios Stéphanos und Agios Nikólaos Anapavsás sind heute noch bewohnt und können auch besichtigt werden. Jedes der Klöster hat an einem anderen Tag Ruhetag, so dass nie alle gleichzeitig geschlossen haben.
Zu beachten ist die Kleiderordnung für Besucher. Für Herren sind Shorts tabu, während bei Frauen Miniröcke und schulterfreie Oberteile nicht toleriert werden. Auch werden bei Frauen Kleider bzw. Röcke lieber gesehen als Hosen; Hosen tragende Frauen werden in einigen Klöstern gebeten, sich eine Schürze vorzubinden, die am Eingang ausgeliehen werden kann.
Der Aufstieg zu den unbewohnten und verfallenen Klosterruinen ist schwierig, oft auch gefährlich und wird nicht empfohlen.

## Klettern und Base-Jumping
Die Felsen von Meteora zählen zu den beliebtesten Kletterzielen in Griechenland. Der klettertechnische Erschließer des Gebietes ist hauptsächlich der Deutsche Dietrich Hasse, der auch Führerliteratur zu Wanderwegen und Kletterrouten in Meteora verfasst hat. 2001 sprang der Base-Jumper Felix Baumgartner aus 120 Meter Höhe von einem der Meteora-Felsen.

## Höhlen
In den Formationen der Meteora-Felsen befinden sich mehrere Höhlen, darunter auch die Theopetra-Höhle. An dieser Höhle befindet sich das älteste von Menschen errichtete Bauwerk Griechenlands. Es handelt sich hierbei um eine Steinmauer, die zwei Drittel des Eingangs der Höhle verschließt. Sie wurde vor 23.000 Jahren errichtet.

## Filmkulisse
Die Felsen von Meteora dienten für die folgenden Kinofilme als spektakuläre Filmkulisse:
- Tim und Struppi und das Geheimnis um das goldene Vlies, Originaltitel Tintin et le mystère de la Toison d’Or, Frankreich 1961
- Auf der Fährte des Adlers, Originaltitel Sky Riders, USA 1976
- Wer hat den Schenkel von Jupiter geklaut? Originaltitel On a volé la cuisse de Jupiter, Frankreich 1979
- James Bond 007 – In tödlicher Mission, Originaltitel For Your Eyes Only, Großbritannien 1981
- Die Abenteuer des jungen Indiana Jones – Die Reise mit Dad, Originaltitel The Adventures of Young Indiana Jones – Travels with Father, Vereinigte Staaten 1996
- Metéora, Deutschland, Griechenland, Frankreich 2012
- Beckett (Film), Vereinigte Staaten 2021